# Gare de Connerré – Beillé
Gare de Connerré – Beillé – stacja kolejowa w Beillé, w departamencie Sarthe, w regionie Kraj Loary, we Francji. Jest zarządzany przez SNCF (budynek dworca) i przez RFF (infrastruktura).
Przystanek jest obsługiwany przez pociągi TER Pays de la Loire.

## Położenie
Znajduje się na linii Paryż – Brest, na km 186,739, między stacjami Sceaux – Boëssé i Montfort-le-Gesnois, na wysokości 70 m n.p.m.

## Historia
Przystanek został otwarty 1 czerwca 1857 przez Compagnie des chemins de fer de l’Ouest, wraz z linią między Chartres i Le Mans.

## Linie kolejowe
- Paryż – Brest